# Defcon One
Defcon One est la cinquante-cinquième histoire de la série Les Aventures de Buck Danny de Frédéric Zumbiehl.
Elle est publiée pour la première fois dans le journal Spirou du no 4095 au no 4100, puis sous forme d'album en 2016.

## Résumé
Lady X va intriguer pour déclencher une guerre entre les États-Unis et la Chine en attaquant à la fois le porte-avions Ronald Reagan, sur lequel Buck Danny est affecté, et le porte-avions chinois Liaoning.
Pour cela, elle a trouvé le partenaire idéal en la personne de Junichiro Yamasaki, un capitaine d'industrie allié aux yakusas et membre éminent du Kokuryūkai, un groupe ultranationaliste qui rêve de prendre le pouvoir au Japon. Ce dernier lui offre les moyens de ses ambitions avec, outre le chasseur furtif Spectre vu dans l'album précédent, un prototype secret de sous-marin furtif qu'elle va utiliser pour déclencher la guerre entre la Chine et les États-Unis. Buck Danny et ses amis devront agir en électrons libres pour déjouer les plans de leurs machiavéliques adversaires...

## Contexte historique
Cette histoire a comme trame de fond le conflit territorial des îles Senkaku qui depuis 1971 ravive la rivalité entre le Japon, la République populaire de Chine (RPC) et Taïwan au sujet de la revendication et du contrôle des îles Senkaku, un petit archipel inhabité situé en mer de Chine orientale, au large de la Chine, au nord-est de l'île de Taïwan et à l'ouest des îles Ryūkyū japonaises. L'archipel est appelé îles Senkaku en japonais et îles Diaoyutai en chinois.
Une zone de pêche a été établie entre les deux États (Chine et Japon) et Pékin a entamé l'exploitation pétrolière dans la zone en 1998. En dépit des tensions après la découverte du champ gazier de Chunxiao en 1999, Pékin et Tokyo se sont finalement accordés en 2008 pour exploiter ce gisement en commun et créer une zone commune de développement au sud de celui de Longjing, le gisement en tant que tel situé dans la zone de souveraineté maritime de la Corée du Sud
Le 23 novembre 2013, Pékin annonce la mise en place d'une zone d'identification aérienne en mer de Chine couvrant les îles Senkaku, ce qui entraîne de vives réactions diplomatiques de Tokyo et d'autres capitales.
Le président des États-Unis Barack Obama, lors de sa visite au Japon en avril 2014, annonce que « L'obligation de notre traité sur la sécurité du Japon est absolue. L'article 5 du traité couvre tous les territoires sous administration japonaise, notamment les îles Senkaku ».
En septembre 2015, le Japon accuse la Chine d'avoir installé sept plateformes de forage dans les eaux contestées, rendant caduc l'accord de 2008. Le 7 août 2016, le ministère des Affaires étrangères japonais annonce que le Japon a déposé une réclamation le 5 août auprès de Pékin après la découverte au mois de juin d'un radar installé sur une plateforme d'exploration gazière à proximité des îles.

## Personnages
- Buck Danny
- Jerry Tumbler
- Sonny Tuckson
- Lady X